# Вулиця Залізнична (Львів)
Вулиця Залізнична — вулиця у Залізничному районі Львова. Сполучає вулиці Городоцьку та вулицею Шевченка. Прилучаються вулиці Коротка, Шараневича, Стороженка, Олени Степанівни, Ясна.

## Назва
- Дорога на Блонє Яновські — від середини XIX століття.
- На Блонє — від 1871 року, адже вона прямувала до місцевості Блоні Яновські, що поблизу Левандівки, а з іншого боку виходила до Янівської (нині — вулиці Шевченка) неподалік Янівського цвинтаря.
- Броніслава Перацького — від 1935 року, на честь Броніслава Перацького, польського політика, військового діяча, генерала Війська Польського, міністра внутрішніх справ, застреленого членом боївки ОУН Григорієм Мацейком.
- Залізнична — від грудня 1940 року, назва пов'язана з близьким розташуванням вулиці, як до об'єктів залізниці, так і до Львівського двірця, а також її мешканцями були переважно працівники залізниці.
- Броніслава Перацького — від серпня 1941 року, повернено передвоєнну назву вулиці.
- Ауенвеґ — від 1943 року,
- Броніслава Перацького — від липня 1944 року, вдруге повернено передвоєнну назву вулиці.
- Залізнична — назва з 1946 року[5].

## Історія
У повоєнні роки на вулиці розпочали будівництво заводу автонавантажувачів, через що довжина вулиці скоротилася на третину.

## Сьогодення
20 листопада 2020 року, виконавчий комітет Львівської міської ради затвердив опис концепції реконструкції вулиці Залізничної. Буде проведено реконструкцію вулиці Залізничної від вул. Городоцької до будинку на вулиці Залізничній, 19. Дозвіл на проведення робіт виконком міськради надав ЛКП «Львіваавтодор» ще наприкінці жовтня 2020 року. 
На вулиці передбачено облаштувати — місця для паралельного паркування автомобілів між деревами. Місця для паркування автівок облаштувати з бруківки або грубоколотого каменю; тротуари з обох сторін вулиці з шириною пішохідної зони не менше 2,25 метрів; автобусні зупинки в обох напрямках: «Локомотиворемонтний завод» (поблизу будинку на вул. Залізничній, 18), «Стороженка» (поблизу перехрестя з вул. Стороженка), «Ясна» (поблизу перехрестя з вул. Ясною), «Залізнична» (поблизу будинку на вул. Залізничній, 15) довжиною платформи 20 метрів, з електронними табло для інформування про прогнозований час прибуття транспорту; по одній смузі руху з кожної сторони вулиці з облаштуванням острівців безпеки на пішохідних переходах; біодренаж та громадський простір на перехресті з вулицею Ясною. Вулицю Залізничну почнуть ремонтували після завершення реконструкції вулиці Шевченка у 2021 році.

## Забудова
В архітектурному ансамблі вулиці Залізничної переважають класицизм, віденська сецесія, конструктивізм: польський 1930-х та радянський 1970-х років.
№ 1а (колишня адреса — вул. На Блонє, 3) — комплекс будівель і споруд Львівського локомотиворемонтного заводу збудований ще у 1860-х роках при західній частині вулиці На Блонє як ремонтні майстерні паровозів та вагонів. Нині за цією адресою розташований . 
У двоповерховій будівлі, що розташована за територією заводу, у 1910-х роках містилися склад та крамниця будівельних матеріалів (цегла, цемент, тощо) спілки «Сосновський та Захаревич», у міжвоєнний період — Спілка машиністів. За радянських часів тут був клуб Львівського локомотиворемонтного заводу, відомий як «Ляпа». За радянських часів у приміщенні клубу щонеділі проводилися зустрічі філателістів членів Всесоюзного товариства філателістів. З 1999 року будівля використовувалася як Палац науки і техніки локомотивного депо. Тепер тут розташований відділ кадрів локомотиворемонтного заводу та підприємство «Вогнеборець».
№ 2 (колишня адреса — вул. На Блонє, 2) — триповерхова наріжна з вулицею Городоцькою кам'яниця. У 1910-х роках в будинку містилося бюро подорожей «Австро-Американа» Вільгельма Стадфілда, а також ресторан Вільгельма Германа. В будинку мешкав керівник друкарні залізничних квитків Маурицій Цукер. За радянських часів перший поверх будинку займали хлібний магазин, їдальня, за часів незалежності — магазин «Еколан», салон мобільного зв'язку «Евросеть» та кафе «Українські страви». Від 2015—2017 років ці приміщення займають продуктова крамниця, ювелірна крамниця «Золотий вік» та піцерія «Смачні сезони».
№ 4 (колишня адреса — вул. На Блонє, 4) — триповерхова кам'яниця. На початку XX століття в будинку мешкали ресторатор Генрик Чаплинський, працювала крамниця канцтоварів Якуба Гірша. У 1950-х роках містилася перукарня, а згодом — аптека «Аралія» та гральні автомати. У липні 2018 року, в межах проєкту «Муніципальний розвиток і оновлення старої частини міста Львова», відреставрована вхідна дерев'яна брама цього будинку.
№ 8 (колишня адреса — вул. На Блонє, 8) — триповерхова наріжна з вулицею Короткою кам'яниця. На початку XX століття власниками будинку були Ракель Тортон та Малка Секлер.
№ 10 (колишня адреса — вул. На Блонє, 10) — триповерхова кам'яниця у рядовій забудові вулиці. В будинку у 1950-х роках працювала майстерня автогенного зварювання.
№ 12 (колишня адреса — вул. На Блонє, 12) — комплекс будівель промислового призначення. Тут у 1905—1913 роках містилася власна майстерня львівського скульптора Теобальда Оркасевича, у міжвоєнний період працювала фабрика муштарди Юзефа Журавського. Нині на місці одного з будинків колишньої фабрики розташована двоповерхова офісна будівля, збудована на початку 2000-х років.
№ 14 (колишня адреса — вул. На Блонє, 14) — чотириповерховий житловий будинок, що використовувався як гуртожиток для працівників Львівської залізниці. Ухвалою № 59 ЛМР від 26 вересня 2002 року будинки прийняті від дистанції цивільних споруд на станції Львів Львівської залізниці у власність територіальної громади міста Львова. В підвалі будинку до 2020 року працювало кафе «Бойківська гостина» з бенкетною залою до 30 осіб, а нині це приміщення стоїть пусткою.
№ 14а — дев'ять двоповерхових житлових будинків-блоків, збудованих у 1960—1970-х роках для працівників Львівської залізниці. Ухвалою № 59 ЛМР від 26 вересня 2002 року будинки прийняті від дистанції цивільних споруд на станції Львів Львівської залізниці у власність територіальної громади міста Львова.
№ 16 (колишня адреса — вул. На Блонє, 16) — двоповерховий будинок кінця XIX століття. У міжвоєнний період в будинку мешкав інженер лісництва Томаш Глоговський. У 1970—1980-х роках в будинку працювала митниця товарної станції «Львів». Нині тут міститься відділ «Центр оформлення документів № 3 Львівського міського управління ДМС України».
№ 18 (колишня адреса — вул. На Блонє, 18) — комплекс майстерень меблево-столярної фабрики імені Степана Халтуріна, працювала тут у 1950-х роках. Нині тут магазин-гуртівня «Чернівецька ковбаса» та складські приміщення низки приватних фірм.
№ 20, 22 (колишня адреса — вул. На Блонє, 20) — комплекс будівель колишньої філії Львівського заводу низьковольтних електроламп ВО «Іскра» (нині — ПрАТ «Іскра»). В актовій залі заводу 8 грудня 1988 року відбулося розширене засідання Товариства української мови імені Тараса Шевченка на якому утворена група Народного Руху з 8 членів Львівської обласної ради Товариства мови, з метою подальшої організації рухівських структур. У цю ініціативну групу Руху увійшли: Марія Бабій, Марія Базелюк, Ганна Войтів, Микола Драк, Всеволод Іськів, Роман Крип'якевич, Ігор Мельник, Ярослав Путько. Керівником осередку обрали В. Іськіва. Так на Львівщині почав формуватись новий український варіант Народних фронтів Прибалтійських республік, що вели боротьбу за свої права. Під № 20: у приміщенні прохідної міститься магазин побутової хімії, в адміністративних та виробничих приміщеннях — хостел «Юрус», школа танцю «Sandra Dance School», гуртівня «Дім посуду» та низка офісів різних компаній, під № 22 — двоповерховий будинок, на першому поверсі міститься магазин «Підшипники», на другому — гуртівня електрики.
№ 24 (колишня адреса — вул. На Блонє, 22) — одноповерховий будинок садибного типу кінця XIX століття. У 1910-х роках власником будинку був Міхал Бураковський. За будинком розташований комплекс будівель та споруд, в яких у міжвоєнний період містилася Перша крайова фабрика броньованих сейфів та залізних касет, а також ремонтні майстерні Владислава Худзіковського та Войцеха Косіби, за радянських — фірмовий магазин світильників, електроламп та фар.
№ 25 нині тут працює сучасна стоматологічна клініка «Стоматолог і Я».
№ 26 (колишня адреса — вул. На Блонє, 22а) — колишній комплекс виробничих споруд (7 будівель) колишньої автобази Львівського обласного підприємства поштового зв'язку (ОППЗ «Львівпошта»), розташовані тут від радянських часів. Тривалий час не використовувався і 2020 року АТ «Укрпошта» виставлений на продаж.
№ 28 (колишня адреса — вул. На Блонє, 22В) — в будинку наприкінці 1940-х років містилася Вузлова залізнична поліклініка.
№ 30 (колишня адреса — вул. На Блонє, 24) — триповерховий будинок, власником якого на початку XX століття був Тадеуш Сєрадзький. Від радянських часів й до 2019 року будинок належав Львівському локомотиворемонтному заводу. 9 жовтня 2020 року, виконавчий комітет Львівської міської ради затвердив містобудівні умови на реконструкцію з надбудовою нежитлової будівлі у межах існуючих фундаментів під готель з даховою котельнею. Будівництво готелю вестимуть у межах існуючого триповерхового будинку, однак згідно з містобудівною документацією, добудують ще два поверхи й облаштують котельню на даху будівлі.
№ 32 (колишня адреса — вул. На Блонє, 24А) — в будинку мешкав польський художник Леонард Мартулєвич (1875—1920).
№ 34 (колишня адреса — вул. На Блонє, 24В) — на початку XX століття власником будинку була Юзефа Мьорц.
№ 42 (колишня адреса — вул. На Блонє, 36) — на початку XX століття власником будинку був Валентій Бардзік.
№ 48 (колишня адреса — вул. На Блонє, 44) — триповерховий житловий будинок споруджений у 1908 році на розі вулиць Залізничної і Стороженка. 
№ 50 (колишня адреса — вул. На Блонє, 46) — триповерховий житловий будинок початку XX століття на розі вулиць Залізничної і Стороженка.  Нині приміщення першого поверху будинку займають ресторація «Наша хата», овочева крамниця.
№ 54 (колишня адреса — вул. На Блонє, 50) — тут у міжвоєнний період розташовувалася фабрика патентованої вогнетривкої дахівки Францішека Свєжего.
№ 60 (колишня адреса — вул. На Блонє, 54) — двоповерховий будинок початку XX століття. За радянських часів тут містилися протитуберкульозний диспансер та дорожня санепідстанція «Львівської залізниці». Нині на першому поверсі розташований гриль-бар «Mangal Station».
№ 70 — п'ятиповерховий панельний будинок, зведений за радянських часів як гуртожиток для працівників львівського заводу автонавантажувачів. За часів незалежності колишній гуртожиток був переданий на баланс ЛМР і нині виконує житлову функцію.
№ 76 — двоповерховий житловий будинок початку XX століття на розі вулиць Залізничної і Ясної. Перший поверх будинку за радянських часів займав магазин «Промтовари», нині тут продуктова крамниця. Будинок внесений до Реєстру пам'яток архітектури місцевого значення під охоронним № 2586-м.
По закінченню другої світової війни частина вулиці Залізничної, що виходила на вулицю Шевченка, була перекрита і на місці колишніх казарм імені ерцгерцога Сальватора та гаражів війська польського створили Львівський завод автонавантажувачів (юридична адреса — вул. Залізнична, 7), який працював до початку 2000-х років. Упродовж 2006—2011 років деякі цехи колишнього заводу розібрали, а частину вулиці, що проходила через його територію, відкрили для руху. На місці колишніх будівель заводу зведено низку житлових комплексів (Дольче Віта, Веселка тощо), а також будується ЖК «Шенген».